# Egino
Egino est une commune ou contrée de la municipalité d'Asparrena dans la province d'Alava dans la Communauté autonome basque.

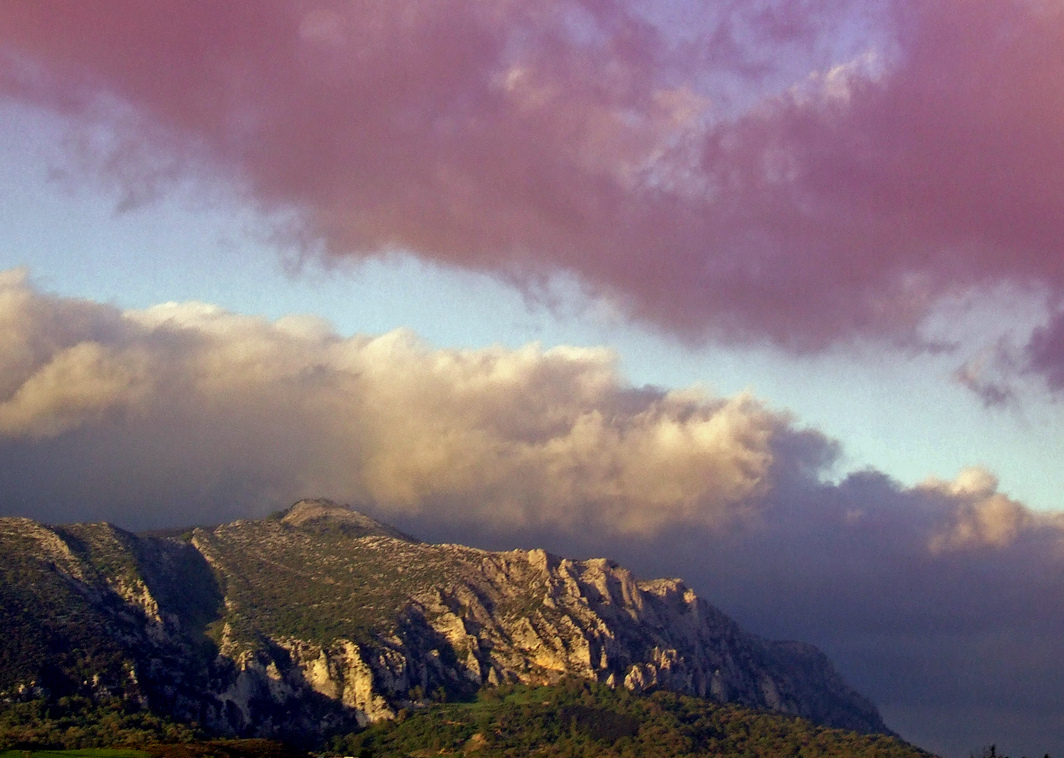
Montagnes à Egino

## Référence
1. ↑  Officiellement « Egino » Euskal Herriko leku 2012-07-25 (Site d'Euskaltzaindia ou Académie de la langue basque)